# BBC Radio 3

BBC Radio 3 — британская национальная радиостанция, принадлежащая и управляемая BBC. Появилась в 1967 году как замена третьей программы BBC, транслирует классическую музыку, оперу, джаз, мировую музыку, радиопостановки, посвящённые элитарному и обычному искусству программы.
В марте 2024 года недельная аудитория составляла 1,9 млн человек (1,6 % доля от всех радиослушателей Великобритании).

## История
Radio 3 является наследником Третьей программы BBC, начавшей работу 29 сентября 1946 года. Название Radio 3 было принято 30 сентября 1967 года, когда BBC запустила свою первую музыкальную радиостанцию в жанре поп-музыка Radio 1:247, переименовав свои национальные радиоканалы в Radio 1, Radio 2 (обе сменили Лёгкую программу), Radio 3, и Radio 4 (сменившая Home Service).
«Radio 3» — это общее название, которое применялось к набору транслируемого «Третьей сетью» набора программ:
- Третья программа (начатая в 1946 году, предлагающая по вечерам культурные музыкальные и устные программы)
- Музыкальная программа (трансляция классической музыки днём)
- Спорт (в основном по субботам после обеда) и образовательные программы для взрослых в начале вечера в будние дни (известные как Network Three).

Все эти направления, включая Третью программу, сохраняли свою индивидуальность в рамках Radio 3 до 4 апреля 1970 года, когда произошла дальнейшая реорганизация после внесения структурных изменений в документе BBC «Вещание в семидесятые годы».

### Вещание в семидесятые годы
10 июля 1969 года BBC опубликовала свои планы в отношении радио и телевидения в документе «Вещание в семидесятые годы» (англ. Broadcasting in the Seventies). Позже, в 2002 году, руководитель отдела радио и музыки Дженни Абрамски назвала его «самым противоречивым документом, когда-либо созданным радио». В документе описывалась целевая аудитория каждой станции BBC и какой контент должен транслироваться ими. Эта концепция шла вразрез с более ранними методами, изложенными первым генеральным директором BBC Джоном Рейтом, и вызвала в то время споры, несмотря на то, что внедрённая структура радио была в дальнейшем признана.
На момент обзора «Radio 3» столкнулось с рядом проблем. Первым вариантом сокращения расходов, требуемым в соответствии с предложениями, было сокращение количества сетей с четырёх до трех, чтобы «Radio 3» не вещало в течение дня и использовало частоты «Radio 1» или «Radioо 2», также делая совместный контент. Однако «дневная серьёзная музыка стала бы жертвой» этих предложений и идея вызвала некоторые разногласия.:249 Ходили слухи, что Radio 3 может быть полностью закрыто из-за статистических данных.:251 Однако генеральный директор Чарльз Карран публично отрицал это как «весьма противоречащее цели BBC, которая заключается в предоставлении комплексных радиоуслуг».:251 Карран ранее отверг любые предположения, что причиной возможного закрытия стала небольшая аудитория: «Решающее значение имеет то, есть ли достойная аудитория, и я имею в виду достойную аудиторию, которая получит от неё огромное удовлетворение»:251
В результате фактографический контент, включая документальные фильмы и освещение текущих событий, был перенесен на BBC Radio 4, а отдельные озаглавленные направления были упразднены. В документе говорилось, что Radio 3 должно было выпускать «больший объём стандартной классической музыки», но с «некоторым элементом вечерних культурно-речевых программ — стихов, пьес».:253 Точно так же вопросы задавал поэт Питер Портер о том, останется ли на станции другой устный контент, например стихи. Эти опасения также заставили композитора Питера Максвелла Дэвиса и музыкального критика Эдварда Гринфилда опасаться, что «люди потеряют смесь культурного опыта, расширяющую интеллектуальные горизонты». Однако контролер Radio 3 Говард Ньюби сообщилв, что на Radio 4 будет передаваться только освещение политических и экономических вопросов, а Radio 3 будет транслировать драму, поэзию и выступления ученых, философов и историков.
В отчете «Вещание в семидесятые годы» также предлагалось значительно сократить количество и размер оркестров BBC. В сентябре 1969 года была сформирована протестная группа «Кампания за лучшее вещание» при поддержке сэра Адриана Боулта, Джонатана Миллера, Генри Мура и Джорджа Мелли. Кампания возражала против «отмены Третьей программы путем сокращения содержания устной речи с четырнадцати часов в неделю до шести» и «разделения программ на классы». Упоминание о кампании дошло даже до дебатов в Палате общин.

### Уполномоченные по искусству

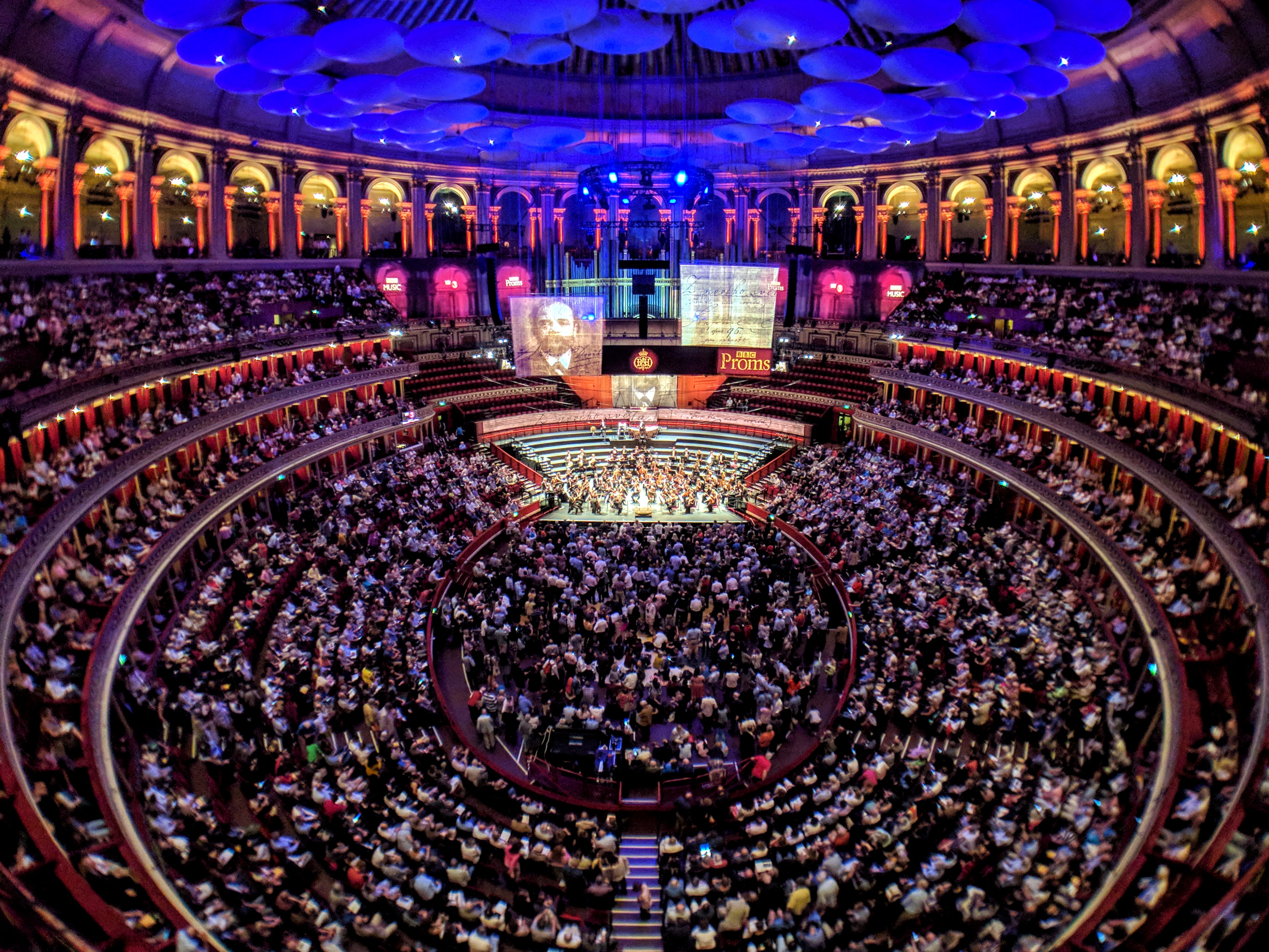
Променадные концерты транслируются Radio 3 каждый год из Royal Albert Hall.

С момента запуска и до 1987 года руководители Radio 3 отдавали предпочтение речевым и художественным программам, а не классической музыке и променадным концертам. Первый управляющий Ньюби внес небольшой вклад в работу станции, сосредоточившись на переходе от Третьей программы к Radio 3, действуя в соответствии с «Broadcasting in the Seventies».
Сменивший его в 1972 году Стивен Херст ранее возглавлял отдел телевизионных искусств, его назначение было воспринято со скептицизмом среди сотрудников, которые считали его популяризатором.:269 По словам Херста, во время интервью для книги Хамфри Карпентера главный его конкурент и глава Radio Drama Мартин Эсслин в ходе интервьюирования высказал мнение, что зрители не должны играть никакой роли в процессе принятия решений по поводу программ.:268 Херст же в ответ на такой вопрос, предложил учитывать размер аудитории, поскольку станция финансируется за счет государственных денег. А сам размер аудитории можно увеличить за счет «живого стиля вещания».:268
Херст попытался сделать контент канала более доступным для более широкой аудитории, но его усилия, в том числе вечерняя программа «Дорога домой» и воскресная программа по заявкам «Ваш выбор концерта» подверглись критике.:289, 296 Однако в это время была запущена дискуссионная программа по искусству «Форум критиков»,:290 а также тематические вечера и программы разной музыки, включая Sounds Interesting.
В 1978 году Иэн Макинтайр занял пост контролера Radio 3, но быстро столкнулся с конфликтными отношениями между отделами. Примерно в то же время Обри Сингер стал управляющим директором радио и начала делать ориентированные на большую аудиторию программы, стремясь удержать слушателей перед лицом возможной конкуренции со стороны «потокового формата».:304 В том же году внутренний документ рекомендовал расформировать несколько оркестров BBC и музыкального отдела, что привело к забастовкам музыкантов.:306–307 Высшее руководство также было недовольно цифрами слушателей, что привело к тому, что генеральный директор Аласдер Милн предположил, что стиль презентации был «слишком скучным и старомодным».:313